# 케치

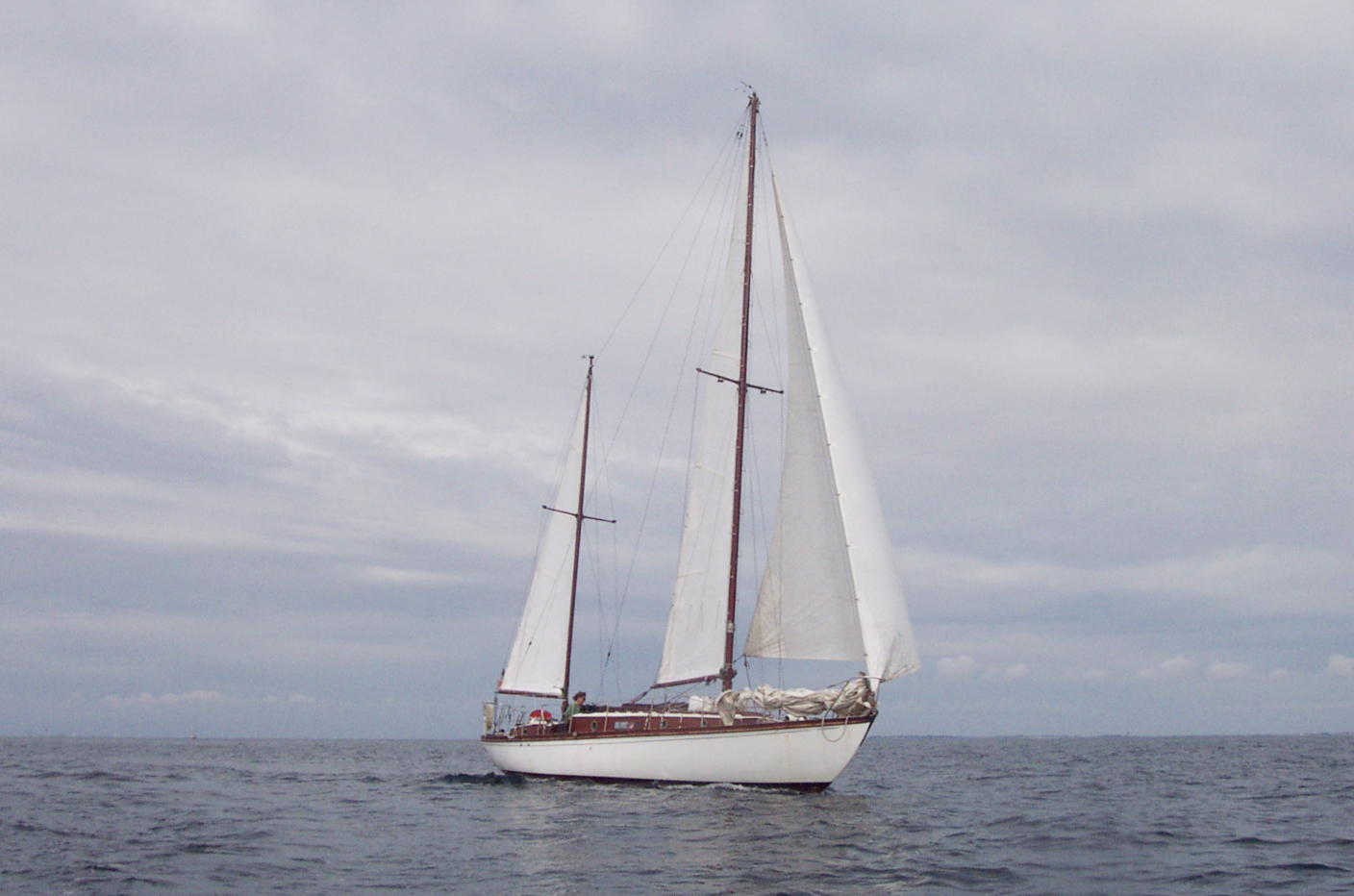
항해 중인 케치 범선

케치 범장도

케치(영어: ketch)는 2개의 돛대가 달린 범선이다. 앞쪽에는 메인마스트(Mainmast), 그 뒤로는 약간 낮은 미즌마스트(Mizzen mast)를 달며 양쪽에는 세로돛을 단다.
케치와 함께 2개의 돛대가 달린 범선인 욜과 비슷하지만 욜과 케치는 약간의 차이점이 있다. 케치는 추진력을 얻기 위해 미즌마스트가 운전대 앞에 있다. 욜은 미즌마스트가 함미에 있기 때문에 균형을 잡는 데에 사용된다.